# Hälsa med jubel det budskap oss hunnit
Hälsa med jubel det budskap oss hunnit är en översättning av en psalm från 1700-talet, ursprungligen med engelsk text av Charles Wesley[förklaring behövs] och musik av Lowell Mason.

## Publicerad i
- Frälsningsarméns sångbok 1929 som nr 524 under rubriken "Påsk".
- Musik till Frälsningsarméns sångbok 1930 som nr 524.
- Frälsningsarméns sångbok 1968 som nr 623 under rubriken "Påsk".
- Frälsningsarméns sångbok 1990 som nr 736 under rubriken "Påsk".
- Sångboken 1998 som nr 48